# اوسیکووو (استان بلاگووگراد)
اوسیکووو (به بلغاری: Osikovo) یک منطقهٔ مسکونی در بلغارستان است که در شهرستان گارمن واقع شده‌است. اوسیکووو ۵۷٫۴۷۵ کیلومتر مربع مساحت و ۵۰۰ نفر جمعیت دارد و ۱٬۰۰۰ متر بالاتر از سطح دریا واقع شده‌است.